# Конвеј (Ајова)
Конвеј (енгл. Conway) град је у америчкој савезној држави Ајова. По попису становништва из 2010. у њему је живело 41 становника.

## Демографија
Према попису становништва из 2010. у граду је живело 41 становника, што је -22 (-34.9%) становника више него 2000. године.
| Група             | 2000.       | 2010.       |
| Белци             | 63 (100.0%) | 41 (100.0%) |
| Афроамериканци    | 0 (0,0%)    | 0 (0,0%)    |
| Азијати           | 0 (0,0%)    | 0 (0,0%)    |
| Хиспаноамериканци | 0 (0,0%)    | 0 (0,0%)    |
| Укупно            | 63          | 41          |